# Véronique Pierron
Véronique Pierron (Sedan, 22 luglio 1989) è una pattinatrice di short track francese.

## Biografia
Ha rappresentato la Francia ai Giochi olimpici invernali di Soči 2014 e Pyeongchang 2018. È allenata da Ludovic Mathieu.
Ai campionati europei di short track di Dresda 2018 ha vinto la medaglia di bronzo nella staffetta 3000 metri, con le compagne di nazionale Tifany Huot-Marchand, Selma Poutsma e Gwendoline Daudet.

## Palmarès
- Campionati europei
- Dresda 2018: bronzo nella staffetta 3000 m;